# Me 323 (航空機)

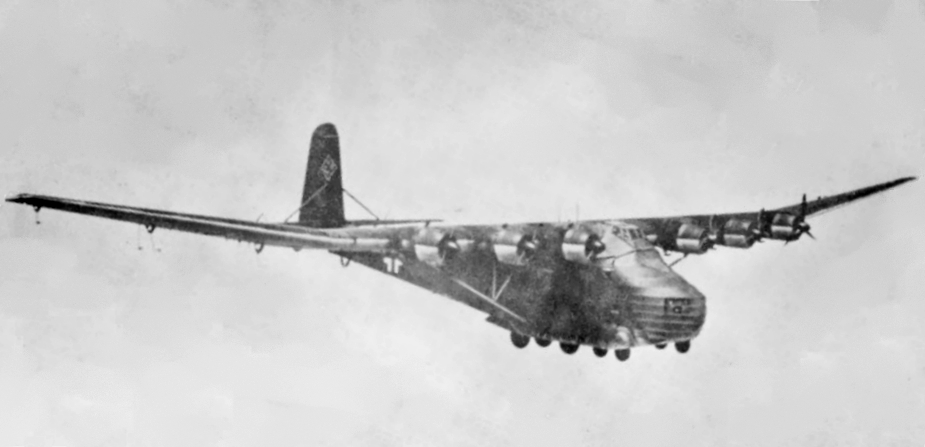
Me 323

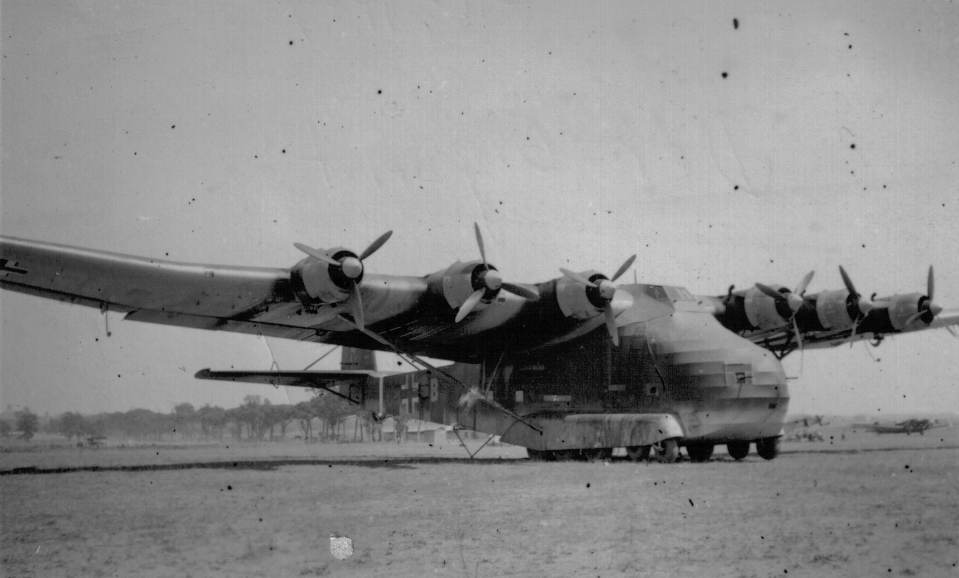
Me 323（着陸時）

Me 323は、メッサーシュミット社によって開発された、第二次世界大戦中のドイツの軍用輸送機である。愛称はギガント（Gigant：ドイツ語で「巨人」の意）。

## 概要
輸送用グライダーMe 321に6基のノーム・エンジンをつけたものである。Me 321は巨大であるために、当時としては比類無き輸送力を誇ったが曳航が困難で、3機のメッサーシュミット Bf110によるトロイカ曳航や、曳航専用機であるハインケル He 111Z ツヴィリングが開発された。しかし、専用機を使う場合はともかく、それが実用化される前の3機組での曳航は危険であり曳航中の事故も多く、航続距離が短過ぎるという問題もあり、モーターグライダー化が施されMe 323として約200機が生産された。戦時の量産に向くように、細い鋼管製の枠組みに羽布（はふ。密に織った軽い麻布）張りという構造をとっている。機首が大きく左右に開くので、野砲を牽引車ごと搭載できる。1942年4月に試作機が初飛行している。また、着陸脚が10輪の大型のものに変更され、不整地への着陸能力を持った。
当時実用化されていた輸送機としては驚異的な輸送力を持っており、軽戦車程度の車両や100人の武装兵士などを運ぶことができた（資料によっては、25tもあるIV号戦車を輸送できたとするものもある）。1943年から運用され、北アフリカ戦線へイタリアから物資を輸送する作戦に用いられたが、あまりの巨大さゆえに1,000馬力級のエンジンでは6発を搭載してもアンダーパワーであり、低速かつ鈍重なため連合軍戦闘機またはB-25 ミッチェルのような双発爆撃機からの襲撃を受け、多くの犠牲を出した。また、低速ゆえに護衛戦闘機は随伴に苦労したという。
ただし、撃墜するにはエンジンかコックピットに弾を当てる必要があり、羽布部分は貫通するだけである程度の攻撃を受けても飛行可能であったため、銃弾を撃ち尽くした連合軍機を尻目に悠々と飛行している、という事態も初期には珍しくなかった。また、後述通り輸送機にしては多くの機銃を備えていたため、襲ってきた敵機が返り討ちに遭ったこともある。もっとも、攻撃を受ければ飛行に影響はしなくても、輸送中であれば積荷に被弾することになるため無意味だったわけではなかった。
先進的な設計の輸送機で性能も悪くなかったが、制空権の確保が前提の機体であり、すでにドイツが劣勢となった時期に配備されてしまったことが不運であった。

## 諸元
- 乗員：5名
- 全長：28.2m
- 翼幅：55.2m
- 全高：9.6m
- 空虚重量：27,330kg

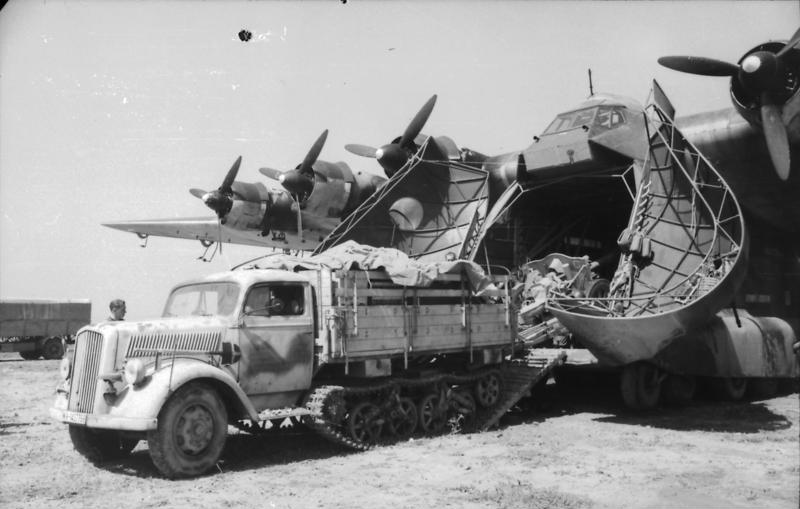
オペル製マウルティアと、榴弾砲を積むMe 323

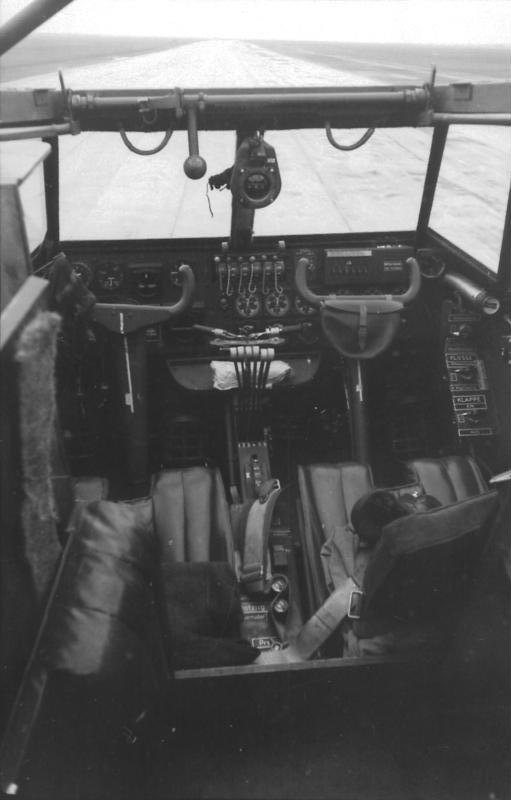
Me 323 Gigant

- 全備重量：29,500kg（ドイツ語版によると、最大離陸重量は45t）
- エンジン：6×ノーム・エ・ローヌ 14N
- 出力：950hp×6（資料により850hp-1,180hpと開きがある）
- 最高速度：270km/h（資料により250-300km/hと開きがある）
- 航続距離：800km（資料により700-1,100kmと開きがある）
- 武装：18×7.92mm機関銃MG 81など（生産型によって数の増減あり。また、一部を13mm機関銃MG 131や20mm機関砲MG 151/20と交換したものもある）
- 輸送力：兵員60-80名（120名）もしくは20tまでの貨物（資料により15-25tと開きがある）

## 登場作品

### 漫画・アニメ
『タイムトルーパー』
小林源文によるSF劇画。作中で未来の火星から来たユニオンフォースの兵士たち（タイムトルーパー）を追う親衛隊将校が、ドイツ空軍の本機に装甲車他の機材を積んで追跡に使用するが、途中で連合軍戦闘機に襲われて撃墜されている。
『戦場ロマン・シリーズ』
シリーズの一編「王者（ファラオ）の砂丘」に、北アフリカ戦線へティーガーII輸送用としてMe 323が登場。しかし、戦車は分割輸送されていたので、車体は無事だが、砲塔を運んだ本機が行方不明となってしまい、主人公達は砲塔を装備すべく、車体のみで砂漠の中を不明機を探索する羽目に陥る。
『幼女戦記』
主人公率いる第203航空魔導大隊を運ぶ輸送機として度々登場する。オースフィヨルドへの空挺降下や連邦への越境偵察に使用された。コミック版では爆撃機としても使用される場面がある。OVA「砂漠のパスタ大作戦」では南方戦線に大量のパスタを届ける為に使用された。
『World of Tanks Blitz』
戦闘開始序盤のマップの上空を通過。ゲーム内では4〜5機登場している。

以下の作品にはMe 323そのものではないが、着想を得た航空機が登場した。
『ギガント』
SFアニメ『未来少年コナン』に登場する、7発の大型戦略爆撃機。大気圏外飛行が可能で、核兵器をも上回る超磁力兵器を搭載している。
『ガウ級攻撃空母』
SFアニメ『機動戦士ガンダム』シリーズに登場する、大気圏内用大型輸送機 / 爆撃機。
『バカガラス』
漫画および映画『風の谷のナウシカ』に登場する大型輸送機。

### ゲーム
『コール オブ デューティ2 ビッグ レッド ワン』
『ストライカーズ1945II』
日本ステージの中ボスとして登場。本作では爆撃機という扱いになっている。
『ソニックウィングス3』
ノルマンディーステージのボスの第1形態として登場。同作のオープニングデモで編隊が都市を強襲する姿が見られる。